# Гурковський Павло Миколайович
Павло Миколайович Гурковський (12 вересня 1960, с. Бойове, Генічеський район, Херсонська область) — український спортсмен, веслувальник, заслужений майстер спорту СРСР, срібний призер Олімпіади 1988 року.

## Біографія
Народився 12 вересня 1960 року у с. Бойове Генічеського району Херсонської області.
Освіта вища, закінчив Миколаївський державний педагогічний інститут, тренер-викладач.
Працював механізатором у колгоспі «Україна», с. Бойове (1977–1978). У 1978-81 служив на Чорноморському флоті в спортроті.
У 1981-90 перебував на посаді інструктора обласної ради «Динамо», м. Херсон.
Виступав за ФСТ «Динамо» (Херсон). Заслужений майстер спорту СРСР (1985).
Член збірної команди СРСР з 1983 по 1989 роки.
Тренери — Г. Волощук і О. Бакарасєв.
З 1984 по березень 1990 року Гурковський успішно виступав у престижних змаганнях різного рівня у складі збірної команди України та СРСР з академічного веслування.
З 1993 року проживає у м. Херсоні.

## Спортивні досягнення
- 1981 — чемпіон Збройних Сил СРСР.
- 1983–1989 — переможець «Великої Московської регати» (вісімка).
- 1984–1988 — чемпіон СРСР.
- 1984 — переможець міжнародної регати «Дружба-84» (вісімка).
- 1985 — чемпіон світу (Бельгія, вісімка).
- 1985, 1987 — переможець Міжнародної регати в Швейцарії (вісімка).
- 1986 — срібний призер чемпіонату світу (Данія, вісімка).
- 1987 — переможець «Королівської регати» (Велика Британія, вісімка).

На XXIV літніх Олімпійських ігор 1988 року в Сеулі (Південні Корея) виборов срібну медаль у складі чоловічої вісімки (Веніамін Бут, Андрій Васильєв, Віктор Дідук, Олександр Думчев, Микола Комаров, Олександр Лук'янов — стерновий, Віктор Омельянович, Василь Тихонов).
З 1984 по березень 1990 року Гурковський П. М. продовжував успішно виступати у престижних змаганнях різного рівня у складі збірної команди України з академічного веслування.
Нагороджений Почесною грамотою Верховної Ради СРСР, орденом «За трудову відзнаку» (1988), 2 медалями.